# Казба
Казба (арапски قصبة) у свом првобитном значењу подразумева цитаделу. Са временом, значење је проширено, па данас може значити град, султанов дворац, кућу или колибу, а поред тога и градић, или само стари део града.
И у земљама Магреба реч казба има више значења. У Мароку казбама се називају утврђења у планинама Атласа. Оне служе месним берберским племенима као седиште, а називају их Агадир, из чега је изведено и име истоименог мароканског града. Изворно, зграде у казби грађене су од глине са вишеспратном средишњом грађевином, ограђеном зидинама са кулама на угловима.
У Алжиру и Тунису се тако називају утврђења историјских, старих градова (као Алжир или Сус). Назив се, нарочито у Алжиру, уважио за цели стари део града, који је 1992. уврштен на УНЕСКОв списак места светске баштине. 
У бројним местима Андалузије као нпр. Малага и Алерија постоје маурска утврђења које називају „Alcazaba“. Порекло овог назива је арапски „Al Kasbah“.
На Балкану овај назив се преобликовао у „касаба“. Често се користи на подручју Босне у значењу „стари део града“, „центар града“, али и као мало подругљив назив за мали град у провинцији.